# Pius Heinz
Pius Heinz, né le 4 mai 1989 à Odendorf (Allemagne), est un joueur de poker allemand, vainqueur du Main Event des World Series of Poker 2011. Il est le premier allemand à gagner le bracelet du Main Event.

## Biographie
Heinz a grandi à Odendorf près de Bonn. Il a fréquenté le Städtisches Gymnasium Rheinbach et a obtenu son diplôme en 2008. Par la suite, il a effectué des travaux d'intérêt général dans des ateliers à Euskirchen-Kuchenheim. Il a ensuite commencé des études de psychologie d'entreprise à la Fresenius University of Applied Sciences de Cologne, qu'il a suspendues à partir d'août 2011 en raison de sa carrière au poker.

## Carrière au poker

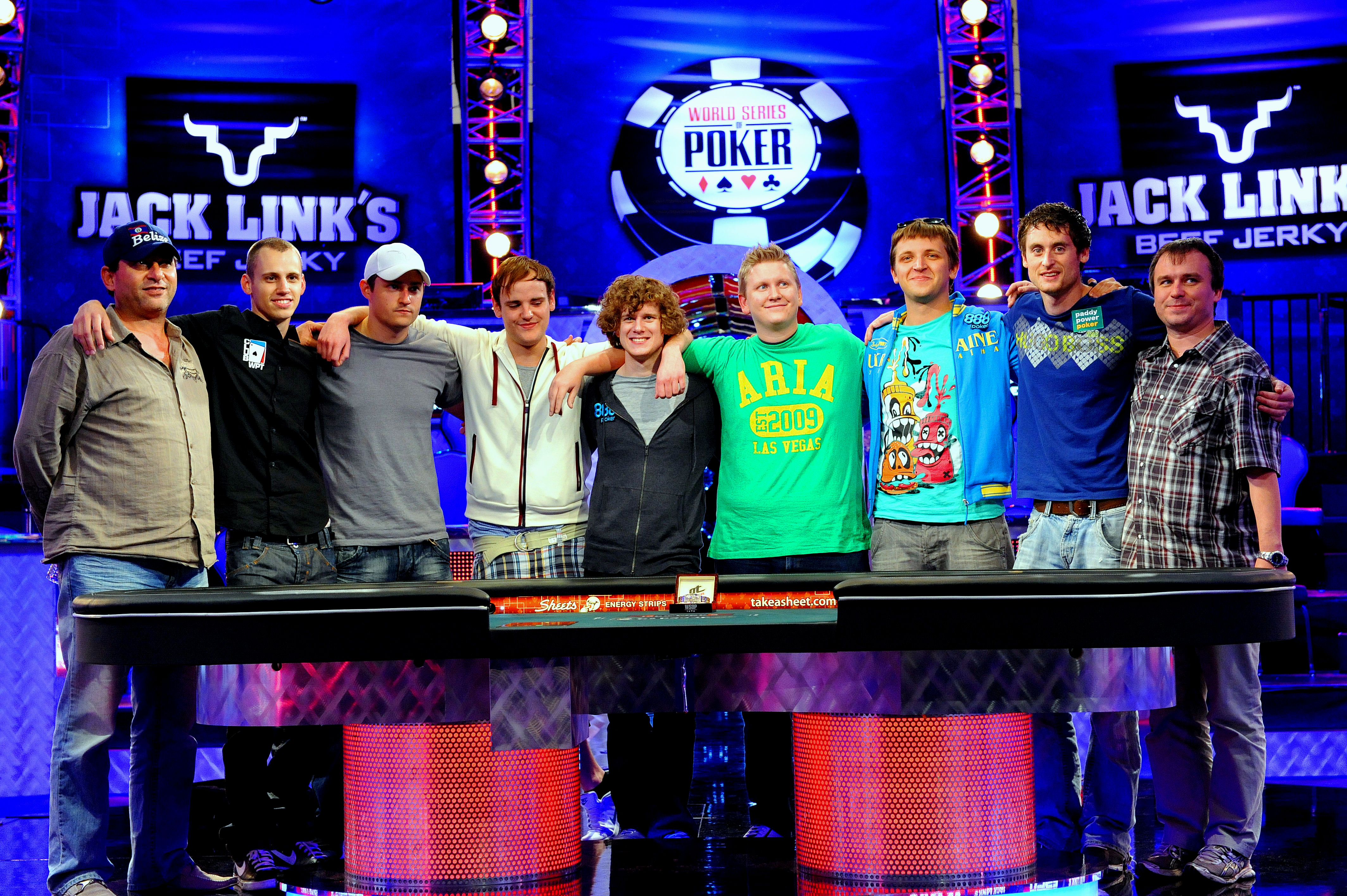
Heinz (quatrième à partir de la gauche), 2011

Heinz a commencé à jouer au poker comme passe-temps en 2007. Il a commencé sa carrière de joueur de poker sur Internet, où il a gagné de nombreux tournois de poker en ligne sous le pseudo de MastaP89. 
En juin 2011, Heinz a d'abord remporté les World Series of Poker à Las Vegas, terminant septième dans un tournoi No Limit Hold'em pour plus de 80 000 $ en prix. Quelques semaines plus tard, il a atteint la table finale du Main Event WSOP, qui se jouait en novembre. Heinz a alors rejoint l'équipe PokerStars durant l'été 2011 -et ce jusqu'en janvier 2013.
En août 2011, Pius Heinz a remporté un side event de l'European Poker Tour à Barcelone. 
En 9 novembre 2011. Il s'impose en table finale, devant le tchèque Martin Staszko (en) et plus de 8,7 millions de dollars de gain. Heinz est ainsi le seul Allemand à avoir remporté le Main Event WSOP.
En décembre, il remporte également l'émission TV total PokerStars.de Nacht. 
En avril 2012, le livre Meine Hände auf dem Weg zum Poker Weltmeister : Overnight zum Poker-Millionär, écrit par Heinz et Stephan Kalhamer a été publié. Da,s ce livre sont analysés chacun des participants à la table finale du Main Event des WSOP 2011
Bien qu'il n'ait pas été en mesure de répéter son succès aux WSOP 2011 dans les années suivantes, il est tout de même parvenu à atteindre les places payées aux WSOP en 2012.
Heinz a gagné plus de neuf millions de dollars au poker lors de tournois en direct, ce qui le place de le top 20 de la Germany All time money list.